# Ктенопома леопардовая
Ктенопома леопардовая (лат. Ctenopoma acutirostre) — вид рыб из семейства анабасовых (Anabantidae). Представители распространены в бассейне реки Конго на территории Республики Конго, Демократической Республики Конго и Центральноафриканской Республики. В европейские страны были завезены в 1955 году.

## Внешний вид
Длина взрослых особей достигает в среднем от 15 до 20 см. Тело высокое, уплощено с боков. Вытянутый рот, глаза большие. Окраска маскировочная — по телу и плавникам на желто-коричневом фоне разбросаны темные пятна. Такой окрас схож с леопардовым и полностью скрывает контуры рыбы. На хвостовом стебле — вертикальная светлая полоса. Хвост темный, что затрудняет определение истинного размера. У основания хвоста находится пятно, напоминающее по форме глаз. Встречаются особи с настолько темным окрасом, что пятна на их теле едва различимы. Края чешуек у половозрелых самцов зазубрены, непарные плавники имеют темную окраску. Плавники у самок с множественными мелкими пятнышками. Продолжительность жизни составляет 6 лет.

## Особенности поведения
Ктенопома пуглива, любит густые заросли и коряги — прячась там, проводит основную часть времени. По характеру — спокойна. В основном держится ближе ко дну и не поднимается выше среднего слоя воды. Её трудно отыскать хищникам из-за специфического окраса и формы тела, она отлично маскируется. Особенно активна в ночное время суток. Обожает преследовать мелкую добычу. Ctenopoma acutirostre имеет свою территорию и бдительно её охраняет.

## Условия содержания
Заселять рыб в аквариум нужно одновременно, так как новых особей стая не примет и начнет уничтожать. Рыбок более мелких, чем сама ктенопома в аквариум заселять не следует, так как эта хищница всех их съест. В соседи подойдут более крупные рыбы.
Правильное содержание подразумевает наличие большого аквариума объемом не менее 100 литров на 2-3 особи. Его нужно накрыть крышкой, оставив пространство между ней и водной поверхностью не менее 2 см. Освещение должно быть приглушенным. В качестве грунта на дно укладывают мелкую гальку. Так как рыбки любят прятаться, нужно позаботиться о наличии множества укрытий, использовать для этого различные коряги, всевозможные декоративные элементы из керамики и камня — пещерки, башенки, замки и т. п. Следует развести обильную подводную растительность, в том числе плавающую. Но не следует забывать, что рыбкам для плавания также нужно свободное пространство. Необходимо строго соблюдать параметры воды: жесткость от 4 до 10°, рН 6,0—7,2; температура в пределах 23—28°С. Обязательна фильтрация и аэрация, а также подмена 20 % воды еженедельно. Ctenopoma acutirostre очень чувствительна к заболеваниям, и чтобы укрепить иммунитет рыб, в воду необходимо добавлять торфяной экстракт. Рыбка всеядна, может есть замороженный корм, но из любви к охоте предпочитает живых червяков, личинок, мелкую рыбу.
Самка выметывает от 400 до 1000 икринок. Инкубация икры длится около 1,5 суток. После чего появляются личинки, который начинают плавать примерно на четвертый день. Комфортная  температура воды в нерестовике 27°С. 
Для размножения ктенопом нужно создать оптимальные условия в нерестовом аквариуме. Дело в том, что они разбрасывают икру по всему аквариуму, если им что-то вдруг не понравится. Но, если их сажать в уютный спокойный полутёмный нерестовик - они икру не разбрасывают, а делают пенное гнездо, и самец ухаживает за икрой. Но любое беспокойство вызывает раскидывание гнезда и прекращение заботы.